# Károly Egyetem Bölcsészettudományi Kar
Károly Egyetem Bölcsészettudományi Kar (csehül: Fakulta humanitních studií Univerzity Karlovy, FHS UK) ez a Csehország Prága Károly Egyetem legfiatalabb kara. 

## Történelem
Az 1994-ben Liberális Oktatási Intézet (csehül: Institutu základů vzdělanosti) néven alapított kar 2000-ben teljes akadémiai autonómiát kapott. Fő kutatási és akadémiai fókusza a humán tudományok, valamint a társadalmi és kulturális antropológia. A Libeňben, Prága 8ban található iskola 240 oktatót és körülbelül 2500 diákot foglal magában.
A kar első dékánja volt Oktatási, Ifjúsági és Sportminisztérium Jan Sokol. 2007-ben Ladislav Benyovszky váltotta. A jelenlegi megbízott dékán Marie Pětová.

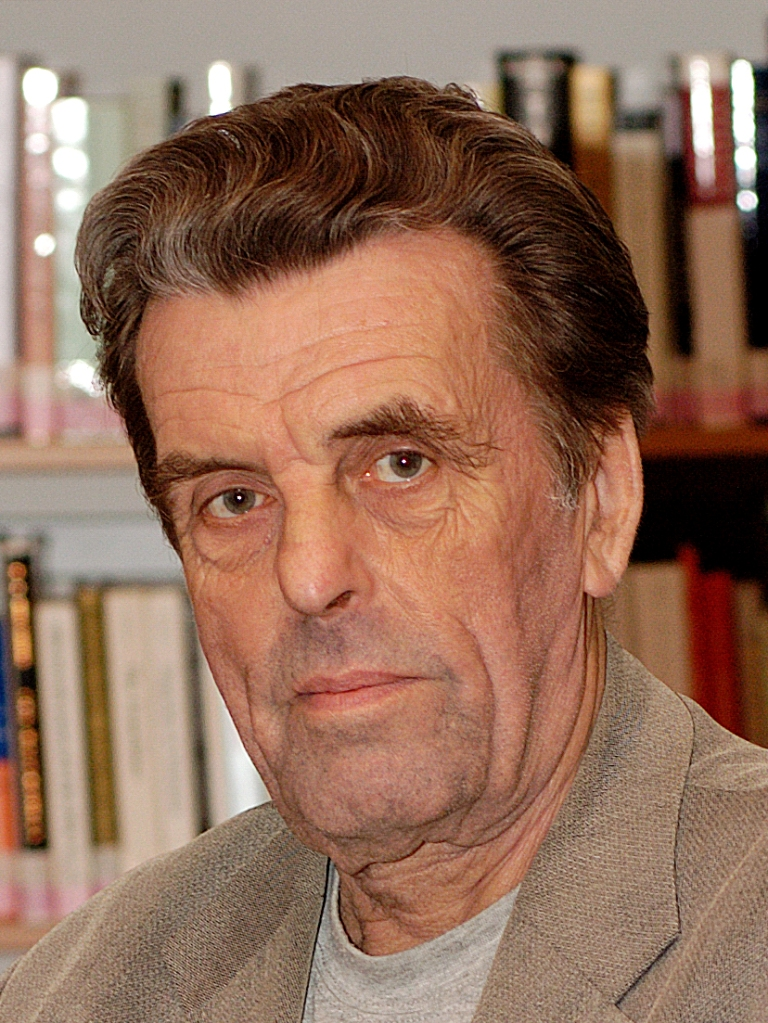
Jan Sokol
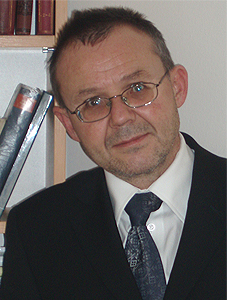
L. Benyovszky

## Létesítmények
A kar főépülete korábban a Jinonice kerület Prága 5 U Kříže 8. szám alatt volt, két külön intézettel, az egyik a Hůrka kerületben, a Prága 13, a másik pedig a Prága 2 Máchova utca 7. szám alatt. A kar 2020-ban új épületbe költözött Prága 8ban. Az új épület 2021-ben Országos Építészeti Díjat kapott. A Bölcsészettudományi Karon belül két kutató-oktatási intézmény működik: a Személyiségfejlesztési és Etnikai Kutatóközpont, a Látássérültek Rehabilitációs Intézete és az Állampolgári Demokratikus Nevelési Kabinet. Háromszintes könyvtára az egyetem épülete alatt, a náměstí Jana Palacha-n található a Staroměstská mellett.

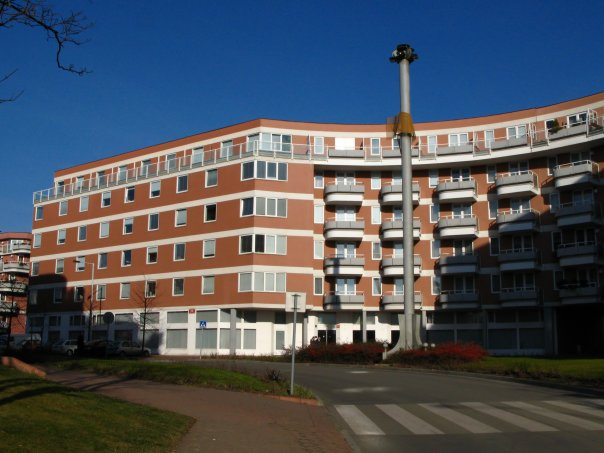
Régi épület
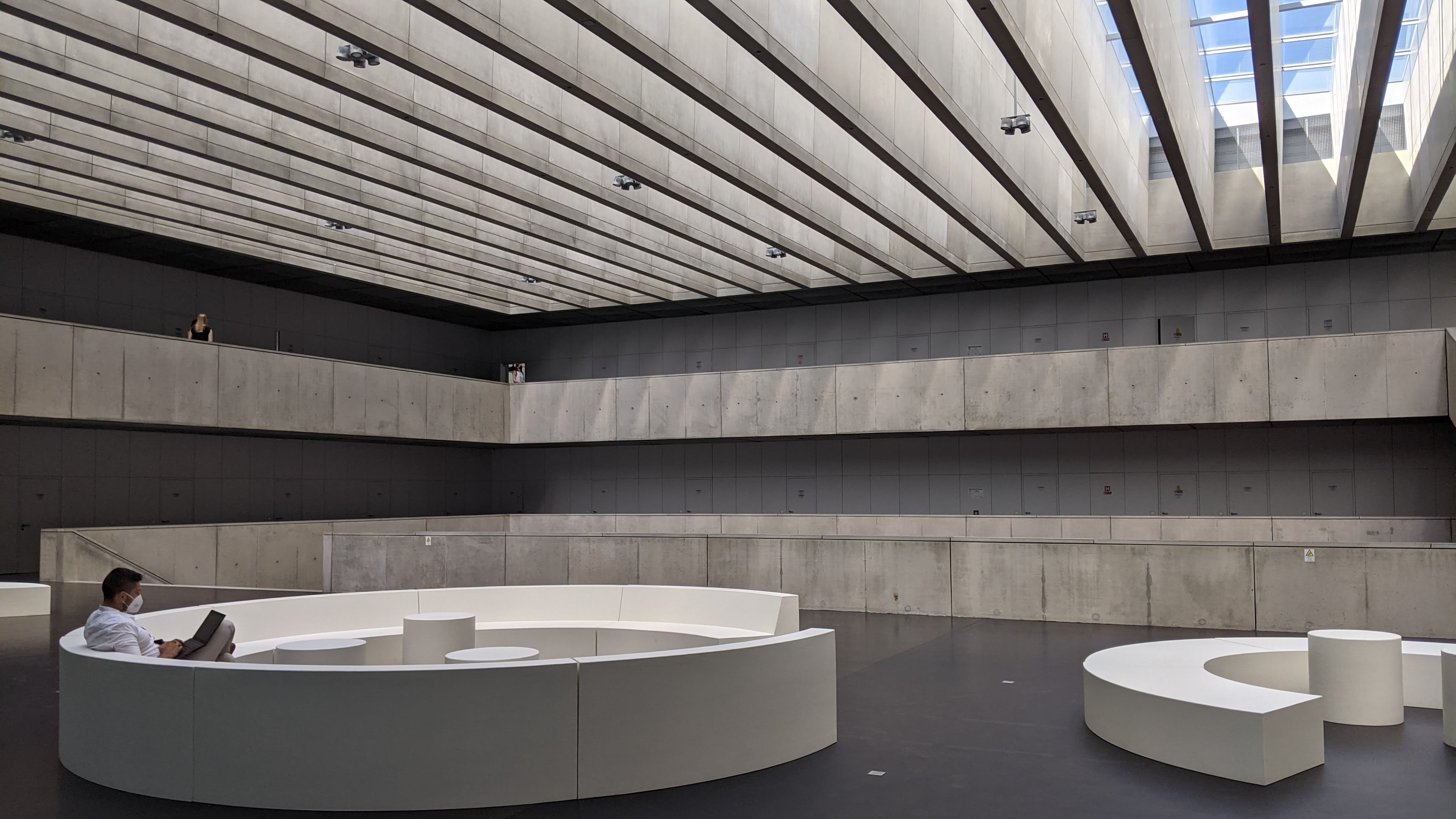
Új épület

## Fordítás
Ez a szócikk részben vagy egészben  a   Fakultät für Humanwissenschaften der Karls-Universität című német Wikipédia-szócikk fordításán alapul.  Az eredeti cikk szerkesztőit annak laptörténete sorolja fel. Ez a jelzés csupán a megfogalmazás eredetét és a szerzői jogokat jelzi, nem szolgál a cikkben szereplő információk forrásmegjelöléseként.